# Scaphium macropodum
Scaphium macropodum är en malvaväxtart som först beskrevs av Friedrich Anton Wilhelm Miquel, och fick sitt nu gällande namn av Beumee och Karel Heyne. Scaphium macropodum ingår i släktet Scaphium och familjen malvaväxter. Inga underarter finns listade i Catalogue of Life.